# Irina Rodríguez
Irina Rodríguez Álvarez (Barcellona, 16 settembre 1977) è una sincronetta spagnola, vincitrice di una medaglia d'argento ai Giochi olimpici di Pechino 2008.

## Palmarès
| Anno | Manifestazione  | Sede       | Evento    | Risultato | Prestazione |
| ---- | --------------- | ---------- | --------- | --------- | ----------- |
| 2003 | Mondiali        | Barcellona | Combinato | Argento   | 97,333      |
| 2004 | Europei         | Madrid     | Squadra   | Argento   | 97,900      |
| 2004 | Europei         | Madrid     | Combinato | Oro       | 97,900      |
| 2005 | Mondiali        | Montréal   | Squadre   | Bronzo    | 97,750      |
| 2005 | Mondiali        | Montréal   | Combinato | Bronzo    | 97,167      |
| 2006 | Europei         | Budapest   | Squadra   | Argento   | 97,300      |
| 2006 | Europei         | Budapest   | Combinato | Argento   | 95,900      |
| 2007 | Mondiali        | Melbourne  | Libero    | Argento   | 98,500      |
| 2007 | Mondiali        | Melbourne  | Tecnico   | Bronzo    | 96,167      |
| 2008 | Europei         | Eindhoven  | Squadre   | Oro       | 97,800      |
| 2008 | Europei         | Eindhoven  | Combinato | Oro       | 97,900      |
| 2008 | Giochi olimpici | Pechino    | Squadre   | Argento   | 97,833      |
| 2009 | Mondiali        | Roma       | Tecnico   | Argento   | 98,167      |
| 2009 | Mondiali        | Roma       | Combinato | Oro       | 98,333      |
| 2009 | Mondiali        | Roma       | Libero    | Argento   | 98,167      |
| 2010 | Europei         | Budapest   | Combinato | Argento   | 97,000      |